# Sebastian Weigle
Sebastian Weigle (Berlino Est, 1961) è un direttore d'orchestra, pianista e cornista tedesco.
È noto per aver diretto le opere di Richard Wagner a Bayreuth e all'Oper Frankfurt.

## Biografia
Weigle ha studiato alla Hochschule für Musik "Hanns Eisler" corno, pianoforte e direzione d'orchestra. Nel 1987 fondò il Berlin Chamber Choir e in seguito diresse la New Berlin Chamber Orchestra. È stato il principale suonatore di corno dell'orchestra dell'Opera di Stato di Berlino per 15 anni. È stato anche membro dell'orchestra jazz "Vielharmonie" a Berlino Est.
Nel 1993 diventò direttore principale della National Youth Symphony Orchestra di Brandeburgo e nel 1997, direttore principale della Staatsoper Unter den Linden. Ha suonato in molti teatri d'opera, tra cui la Semperoper, l'Oper Frankfurt, la Volksoper Wien, la Cincinnati Opera, la Wiener Staatsoper e la Metropolitan Opera di New York.
Nel 2003 diresse La donna senz'ombra di Richard Strauss all'Oper Frankfurt con il direttore Christof Nel e fu nominato "Direttore dell'anno" dalla rivista tedesca Opernwelt. Ricevette il titolo nuovamente nel 2005 e nel 2006. Dal 2004 al 2008 è stato direttore musicale del Gran Teatre del Liceu a Barcellona.
Weigle ha diretto una nuova produzione de I maestri cantori di Norimberga di Wagner nel 2007 al Festival di Bayreuth, messo in scena da Katharina Wagner, nonché diverse repliche negli anni successivi.
Dalla stagione 2008/2009 Weigle è stato Generalmusikdirektor dell'Oper Frankfurt, succedendo a Paolo Carignani. Ha diretto nuove produzioni di Daphne e Arabella di Richard Strauss, Die tote Stadt di Korngold, Lear di Reimann e Il pipistrello di Johann Strauß ed eseguì Il flauto magico di Mozart, Fidelio di Beethoven e Tristano e Isotta e Parsifal di Wagner. Eseguì le quattro parti de L'anello del Nibelungo di Wagner, messo in scena da Vera Nemirova, finendo con Il crepuscolo degli dei nel 2012. Il ciclo completo verrà eseguito due volte nel 2012. Tra i cantanti c'erano Susan Bullock nei panni di Brünnhilde, Eva-Maria Westbroek nei panni di Sieglinde, Frank van Aken come Siegmund e Terje Stensvold come Wotan. Furono registrate singole esibizioni. Gavin Dixon ha annotato nella sua recensione de La Valchiria:
Weigle è un nipote del direttore d'orchestra e insegnante di musica Jörg-Peter Weigle e il fratello del violista Friedemann Weigle dell'Artemis Quartet.